# أبو بكر الصبغي
الإمام العلامة المفتي المحدث ، شيخ الإسلام أبو بكر الصَّبغي أحمد بن إسحاق بن أيوب بن يزيد النيسابوري الشافعي، أحد الأئمة الجامعين بين الفقه والحديث. كان أبوه يبيع الصِّبغ فعرف بالصِّبْغِي. قال الحاكم: بقي الإمام أبو بكر يفتي بنيسابور نيفا وخمسين سنة ولم يؤخذ عليه في فتاويه مسألة وهم فيها. وقال السمعاني: أحد العلماء المشهورين بالفضل والعلم الواسع من أهل نيسابور. وقال الذهبي: جمع وصنف، وبرع في الفقه، وتميز في علم الحديث.

## مولده
ولد في شهر رجب سنة 258 هـ.

## طلبه للعلم وشيوخه
بدأ طلبه للعلم بسماع الحديث. ونبغ في سائر العلوم كالفقه والحديث والأصول. حتى خلف شيخه ابن خزيمة في الفتوى بضع عشرة سنة في الجامع وغيره. ومن شيوخه:
- إسماعيل القاضي
- أبو بكر ابن خزيمة
- أبو علي الثقفي

- الحارث بن أبي أسامة
- إسماعيل بن قتيبة السلمي

## من مصنفاته
من تصانيفه كتاب «الأسماء والصفات»، وكتاب «الإمامة»، وكتاب «الرؤية»، وكتاب «الإيمان»، وكتاب «القدر»، وكتاب «الأحكام»، وكتاب «الخلفاء الأربعة». وله الكتب المبسوطة مثل الطهارة والصلاة والزكاة ، ثم إلى آخر كتاب " المبسوط " .

## محنته
اتبع الصبغي عقيدة الكلابية تبعاً لشيخه أبو علي الثقفي وغيره من أصحاب الإمام عبد الله بن كلاب، وخالف الإمام ابن خزيمة في بعض مسائل المعتقد. فقام عليهم ابن خزيمة، وحذرهم من هذا المسلك.[بحاجة لمصدر]

## وفاته
توفي الصبغي في شعبان سنة 342 هـ.